# Paloma del Sol
Paloma Loribo là một ca sĩ, nhà soạn nhạc, họa sĩ, nữ diễn viên và nhà văn người Guinea, cô được biết đến với nghệ danh là Paloma del Sol. Cô sinh ra tại đảo Bioko và sau đó đến Tây Ban Nha định cư. Cô trở nên nổi tiếng với vai trò là thành viên của Hijas del Sol

## Sự nghiệp
Paloma Loribo bắt đầu bước chân vào sự nghiệp âm nhạc khi còn rất trẻ, tại Equatorial Guinea, mặc dù rất sớm, nhưng vào năm 1992 khi cô cùng dì của mình là Piruchi Apo Botupá tham gia Liên hoan Hispanic Song Festival tại Trung tâm văn hóa Guinean Hispanic, tại đây họ đã giành được giải thưởng cho ca khúc trong phim hay nhất và vũ đạo tốt nhất. Cùng với dì cô đã đến Tây Ban Nha để tham gia hội chợ triển lãm Expo '92 và cùng năm đó cũng đã tham dự Lễ hội OTI.. Từ khi đó họ đã thành lập bộ đôi "Hijas del Sol". 
Nhưng đến năm 2006, Paloma Loribo quyết định tạm dừng hoạt động âm nhạc của mình để tập trung vào các lĩnh vực khác, như hội họa và viết lách. Cô đã thực hiện một số triển lãm tranh và cho ra cuốn sách đầu tiên của mình, Cuentos Africanos. Cô cũng có chuyến du lịch Quần đảo Canary như một người kể chuyện, kể về những câu chuyện của đất nước mình. Khi trở thành một họa sĩ từ năm 1995, Paloma del Sol bày tỏ niểm cảm hứng về những giá trị bản thân và những cảm nhận riêng biệt của mình. Bức tranh sơn Dove với những hình ảnh khoáng sản châu Phi.

## Tác phẩm
Cuối năm 2010, Paloma del Sol xuất bản album solo đầu tiên của mình, Goza de la Vida. Cô cũng cho ra tiếp một cuốn sách mới với tên La batalla de los Dioses, ngoài những cuộc triển lãm tranh được tổ chức trên khắp Tây Ban Nha. Năm 2013, cô xuất bản cuốn tiểu thuyết Pasos Desconocidos  và đạt được thành công lớn về doanh số, và phải xuất bản thêm ẩn bản thứ hai. Năm 2015, cô cho ra tiếp cuốn tiểu thuyết Momentos Fugaces. Vào tháng 4 năm 2016, cô đã phát hành album solo thứ hai Atrévete a ser Feliz, với những bài hát bằng tiếng Bubi và tiếng Tây Ban Nha, được dùng làm album nhạc phim cho Relaxing Cup of Coffe, nơi cô tham gia tư cách là một nữ diễn viên. Cô đã được đề cử cho hạng mục Besst Original Song trong giải Goya năm 2017.